# ジブロモメタン
ジブロモメタン（Dibromomethane）は、化学式がCH2Br2のハロメタンの一つ。臭化メチレン、二臭化メチレンなどとも呼ばれる。水には僅かしか溶けないが、四塩化炭素やエーテル、メタノールにはよく溶ける。屈折率は1.5419 (20 °C, D)。

## 合成
ジブロモメタンはブロモホルムから亜ヒ酸ナトリウム、水酸化ナトリウムを使って合成される。
{\displaystyle {\ce {CHBr3\ + Na3AsO3\ + NaOH -> CH2Br2\ + Na3AsO4\ + NaBr}}}
この他に、ジヨードメタンと臭素から合成する方法がある。

## 用途
有機合成化学において、溶媒として用いられる。